# Schrottpresse

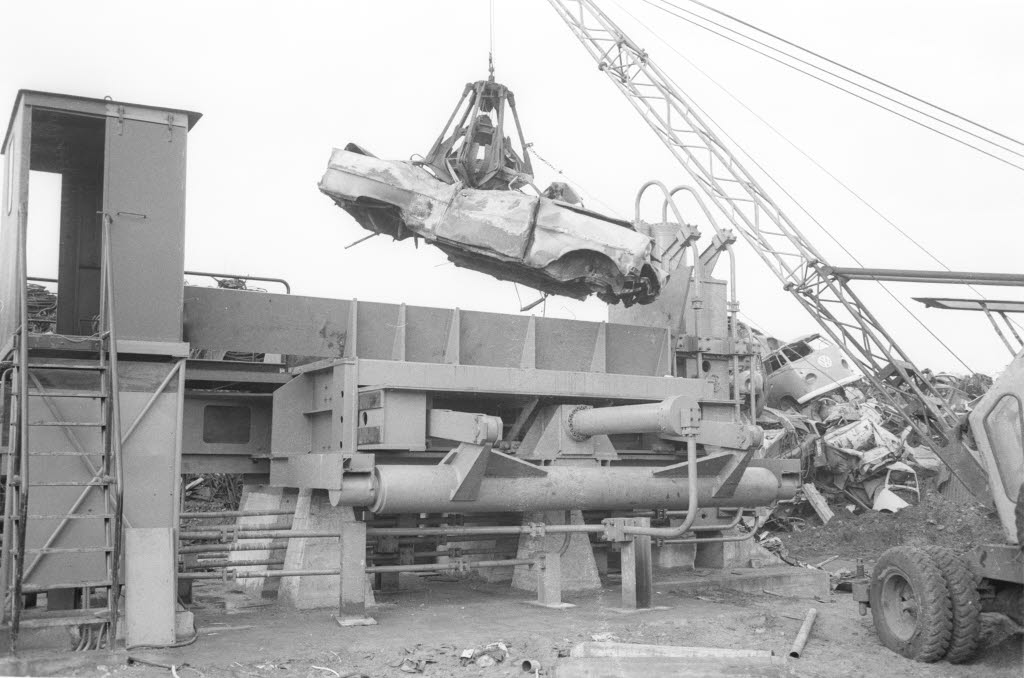
Schrottverarbeitungsmaschine (1967)

Eine Schrottpresse ist eine meist hydraulisch betriebene Vorrichtung, die zur Kompaktierung von Metallschrott verwendet wird. Der Vorteil besteht in der deutlichen Volumenreduktion, welche beim Transport logistische, aber auch ökonomische Vorteile bietet. Neben losem Metallschrott werden vor allem ausgediente (bereits von allen Kunststoffen usw. befreite) PKW mittels einer Presse unter hoher Kraft von bis zu 20 MN verdichtet.

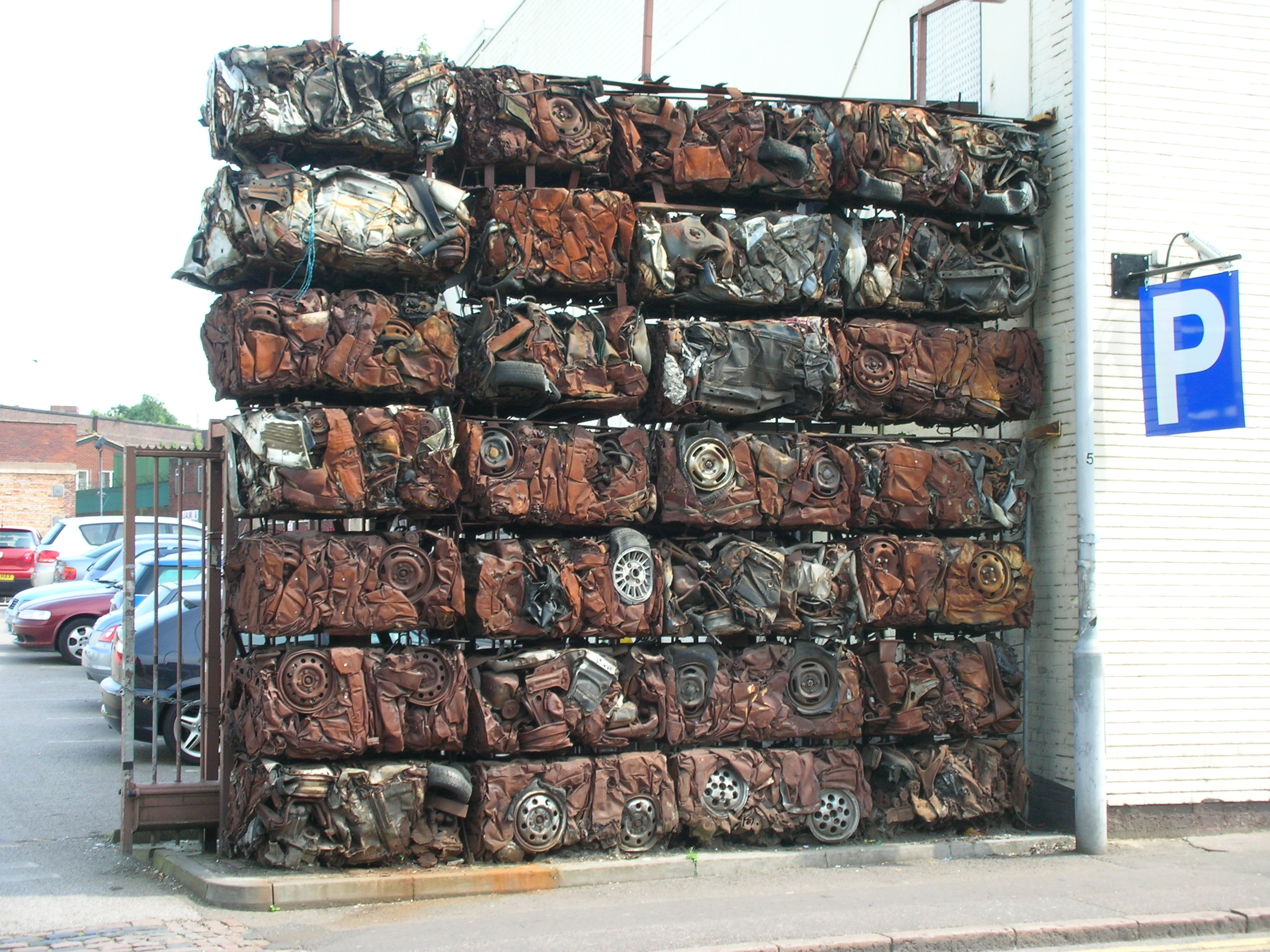
Gepresste Schrottquader

Kompakte Schrottquader aus unsortiertem Mischschrott sind in der Weiterverarbeitung jedoch oft problematisch, da im Zweifel Nichteisenmetalle (z. B. Kupfer) schwer vom Eisenschrott zu trennen sind. Dieses kann zu erheblichen Qualitätseinbußen des Stahls beim erneuten Einschmelzen führen. Daher werden Schrottfahrzeuge heute bevorzugt lediglich horizontal verdichtet.

Die vorbehandelten Fahrzeugwracks werden schließlich mittels einer Schredderanlage fraktioniert, um eine sortenreine Aufbereitung der Fraktionen zu ermöglichen.
Die weltweit größte Schrottpresse steht in Eltersdorf, Erlangen, wo täglich bis zu 1000 Tonnen Metallschrott zu kompakteren Quadern gepresst werden. Die ganze Anlage ist sonn- und feiertags zur Besichtigung freigegeben.